# Ka'imi Fairbairn
(en) Statistiques sur pro-football-reference
John Christian Ka'iminoeauloameka'ikeokekumupa'a « Ka'imi » Fairbairn (né le 29 janvier 1994) est un joueur de football américain occupant le poste de kicker aux Texans de Houston au sein de la National Football League (NFL). Au niveau universitaire, il évoluait aux Bruins de l'université de Californie à Los Angeles (UCLA). Il a signé avec Houston en tant qu'agent libre non drafté en 2016 et a été nommé kicker titulaire l'année suivante en 2017.

## Jeunes années
Fairbairn est né à Kailua, à Hawaï, de John et Rochelle Fairbairn. Depuis son enfance, il porte le nom de Ka'imi, abandonnant John Christian. En hawaïen, son nom signifie chercheur de connaissances. « La signification de votre nom est votre vie », a déclaré Fairbairn. « Les Hawaïens ont une longue ascendance. C'est très significatif pour moi de porter mon nom hawaïen. ».
Quand il était jeune, il était kicker au football américain, mais préférait le football (soccer). Il a fréquenté le lycée à la Punahou School, où il était une star de deux sport. Jouant comme défenseur central au football (soccer), il a été deux fois joueur de la première équipe all-State, et l'équipe a remporté deux championnats d'État.
Fairbairn n'a pas joué au football à Punahou. Il n’envisageait pas d’avenir dans le sport et s’essayait plutôt au water-polo. Après s'être presque noyé, il s'est rendu compte qu'il n'était pas un nageur compétent et est retourné au football. En deuxième année (sophomore), Fairbairn a été nommé dans la deuxième équipe all-State, et il dans la première équipe en tant que junior et senior. Il était coéquipier de DeForest Buckner. Fairbairn a été classé à l'échelle nationale comme la 4e recrue à la sortie de l'école secondaire.

## Carrière universitaire
En 2012, Fairbairn devient le kicker des Bruins de l'université de Californie à Los Angeles en tant que freshman. Il deviendra le premier Bruin à marquer au moins 100 points dans chacune de ses quatre saisons. Sa carrière débute pourtant mal lorsque ses deux premiers points supplémentaires sont bloqués lors du match contre les Owls de l'université Rice. Il devient un kicker fiable à bout portant, mais a encore des problèmes avec les longues distances. Dans le match de championnat Pac-12 cette année-là, il rate un field goal de 52 yards avec 30 secondes à jouer dans une défaite 27 à 24 contre le Cardinal de l'université Stanford. Avec un terrain humide et un snap raté, Jim Mora, entraîneur de l'UCLA, déclare : « Nous avons placé [Fairbairn] dans une situation difficile. ». Lors de sa première année junior en 2014, UCLA devance l'université de l'Utah 30 à 28 lorsque Fairbairn rate une tentative de 55 yards à la fin du temps imparti. Cependant, les Utes sont pénalisés pour avoir heurté le kicker, ce qui lui donne une chance de marquer un field goal de 50 yards, qui passe à droite des poteaux,.
À l'aube de la saison 2015, le senior Fairbairn a un bilan de 11 sur 22 pour les field goals de 40 yards ou plus. Le 3 octobre, contre Arizona State, il inscrit un field goal de 53 yards , le premier succès de plus de 50 yards de sa carrière après avoir raté ses cinq premiers. Le but réduit l'avance des Sun Devils à 15-10, mais les Bruins perdent le match 38-23. Lors d'une victoire 40 à 24 sur les Golden Bears de l'université de Californie à Berkeley le 22 octobre, Fairbairn se voit annuler un FG de 55 yards au motif que l'UCLA est pénalisée pour un faux départ. Avec quelques secondes à jouer en première période, Mora allait initialement demander à l'offensive de tenter une passe de Hail Mary. Cependant, Fairbairn a une autre occasion, qu'il convertit pour un field goal de 60 yards un record de UCLA. Il s'agit du premier but de 60 yards dans la Football Bowl Subdivision depuis 2012. Le 14 novembre, Fairbairn marque quatre fois contre les Cougars de l'université d'État de Washington pour établir le record Pac-12 pour le plus grand nombre de points en carrière, battant ainsi l'ancien record de 390 points de l'ancien joueur des Bruins, John Lee (1982-1985),.
Il termine la saison régulière après avoir réussi 20 des 23 tentatives de field goal, dont un 16 sur 16 pour les moins de 40 yards et quatre de plus de 40,. Fairbairn reçoit le prix Lou Groza, remis chaque année au meilleur joueur universitaire du pays,. Il est élu presque unanimement dans la première équipe All-American, remportant les honneurs de la première équipe de tous les sélecteurs officiels, à l'exception de Sporting News, qui l'a nommé dans leur deuxième équipe,. Cependant, il n'est nommé que dans la deuxième équipe All-Pac-12. Dans le Foster Farms Bowl, il rate un field goal de 46 yards lors de  la défaite 37 à 29 contre les Cornhuskers de l'université du Nebraska à Lincoln. Sa carrière universitaire se termine avec trois ratés consécutifs, dont des précédentes tentatives infructueuses de 49 yards contre les Utes de l'Utah et de 47 contre les Trojans de l'université du Sud de la Californie.

### Statistiques universitaires
| Année                                  | Université                             | Conf                                   | Statut                                 | Pos                                    |     | MJ  |     | PAT   | PAT | PAT | Field goals | Field goals | Field goals | Pts |
| Année                                  | Université                             | Conf                                   | Statut                                 | Pos                                    | PSM | MJ  | PST | Pct   | FGM | FGT | Pct         |             |             | Pts |
| *2012                                  | UCLA                                   | Pac-12                                 | FR                                     | K                                      | 14  | 56  | 59  | 94.9  | 16  | 22  | 72.7        | 104         |             |     |
| *2013                                  | UCLA                                   | Pac-12                                 | SO                                     | K                                      | 13  | 59  | 60  | 98.3  | 14  | 21  | 66.7        | 101         |             |     |
| *2014                                  | UCLA                                   | Pac-12                                 | JR                                     | K                                      | 13  | 47  | 48  | 97.9  | 18  | 22  | 81.8        | 101         |             |     |
| *2015                                  | UCLA                                   | Pac-12                                 | SR                                     | K                                      | 13  | 47  | 47  | 100.0 | 20  | 24  | 83.3        | 107         |             |     |
| Total (* y compris les matchs de Bowl) | Total (* y compris les matchs de Bowl) | Total (* y compris les matchs de Bowl) | Total (* y compris les matchs de Bowl) | Total (* y compris les matchs de Bowl) | 53  | 209 | 214 | 97.7  | 68  | 89  | 76.4        | 413         |             |     |

## Carrière professionnelle
| Taille              | Poids           | Bras               | Main              | Sprint 40 yd | 20 yd shuttle | 3 cone drill | Détente verticale | Détente horizontale | BP |
| ------------------- | --------------- | ------------------ | ----------------- | ------------ | ------------- | ------------ | ----------------- | ------------------- | -- |
| 5 ft 11 in (1,80 m) | 183 lbs (83 kg) | 31 in 1⁄4 (0,79 m) | 9 in 1⁄4 (0,23 m) | -            | -             | 7,75 s       | -                 | -                   | -  |

Après ne pas avoir été sélectionné lors de la draft 2016 de la NFL, Fairbairn signe en tant qu'agent libre non drafté avec les Texans de Houston, un contrat de 3 ans d'une valeur de 1 627 500 dollars.

### Texans de Houston

#### Saison 2016
Fairbarn passe toute la saison 2016 sur la liste des blessés à la suite d'une blessure aux quadriceps,.

#### Saison 2017
En 2017, il est nommé kicker titulaire des Texans devant Nick Novak. Fairbairn tente tous les field goals de l'équipe au cours de la pré-saison, et il a une jambe plus forte et des kickoffs plus profonds que le titulaire de la saison précédente. Au cours de la semaine 4, contre les Titans du Tennessee, il convertit six des sept points supplémentaires et les trois tentatives de field goal.

#### Saison 2018
Au cours de la semaine 15 de la saison 2018, Fairbairn marque cinq field goals et deux points supplémentaires dans une victoire 29 à 22 contre les Jets de New York, ce qui lui vaut le titre de joueur défensif de la semaine des équipes spéciales de l'AFC.

#### Saison 2019
Le 11 mars 2019, les Texans placent Fairbairn sur la liste des agents libres restreints.

## Statistiques NFL

### Saison régulière
| Année  | Équipe            | MJ     |        | Field goals | Field goals | Field goals | Field goals |         | Extra Points | Extra Points | Extra Points |     | Kick off | Kick off | Kick off |  | Punt | Punt | Punt |
| Année  | Équipe            | MJ     | Tentés | Réussis     | %           | Long        | Tentés      | Réussis | %            | Tentés       | Moy.         | TB  | Tentés   | Yards    | Moy.     |  |      |      |      |
| 2017   | Texans de Houston | 16     | 25     | 20          | 80,0        | 55          | 35          | 32      | 91,4         | 75           | 62,9         | 49  | 0        | 0        | 0,0      |  |      |      |      |
| 2018   | Texans de Houston | 16     | 42     | 37          | 88,1        | 54          | 41          | 39      | 95,1         | 92           | 64,0         | 58  | 0        | 0        | 0,0      |  |      |      |      |
| 2019   | Texans de Houston | 16     | 25     | 20          | 80,0        | 54          | 45          | 40      | 88,9         | 81           | 62,9         | 42  | 1        | 26       | 26,0     |  |      |      |      |
| Totaux | Totaux            | Totaux | 92     | 77          | 83,7        | 55          | 121         | 111     | 91,7         | 248          | 63,3         | 149 | 1        | 26       | 26,0     |  |      |      |      |

### Playoffs
| Année  | Équipe            | MJ     |        | Field goals | Field goals | Field goals | Field goals |         | Extra Points | Extra Points | Extra Points |    | Kick off | Kick off | Kick off |  | Punt | Punt | Punt |
| Année  | Équipe            | MJ     | Tentés | Réussis     | %           | Long        | Tentés      | Réussis | %            | Tentés       | Moy.         | TB | Tentés   | Yards    | Moy.     |  |      |      |      |
| 2018   | Texans de Houston | 1      | 0      | 0           | 0,0         | 0           | 1           | 1       | 100,0        | 0            | 0            | 0  | 0        | 0        | 0,0      |  |      |      |      |
| 2019   | Texans de Houston | 2      | 4      | 3           | 75,0        | 41          | 4           | 4       | 100,0        | 0            | 0            | 0  | 0        | 0        | 0,0      |  |      |      |      |
| Totaux | Totaux            | Totaux | 4      | 3           | 75,0        | 41          | 5           | 5       | 100,0        | 0            | 0            | 0  | 0        | 0        | 0,0      |  |      |      |      |